# Tegrodera erosa
Tegrodera erosa är en skalbaggsart som beskrevs av Leconte 1851. Tegrodera erosa ingår i släktet Tegrodera och familjen oljebaggar.

## Underarter
Arten delas in i följande underarter:
- T. e. erosa
- T. e. inornata